# Уложение 1745 года
Уложение 1745 года — третий и последний свод нормативных документов, призванных регламентировать конструкцию, и в меньшей степени, вооружение основных классов кораблей, строившихся для Королевского флота. Вступил в силу в июле 1745 года. Полностью заменил предшествующие уложения 1706 и 1719 года.

## Происхождение
Существовавшая в Королевском флоте с 1677 года система рангов и рейтингов внесла некоторое упорядочение, путём классификации кораблей по числу пушек. Однако администрация флота стремилась внести регламентацию ещё глубже. Основной причиной был рост численности флота и умножение числа верфей, выполнявших заказы, не только королевских, но и частных. В связи с этим росли накладные расходы на организацию постройки, заготовку необходимых материалов, выделение людей и средств, и наконец содержание и снабжение уже построенных кораблей.
То есть появление уложений (иногда говорят «эра уложений») было в первую очередь бюрократической реакцией, попыткой привести хаос к порядку. Но была и вторая существенная причина — Адмиралтейство хотело строить корабли заранее известных качеств, что важно при планировании будущих операций. При том, что Королевский флот поддерживал присутствие по всему миру, и ему приходилось взвешивать, сколько сил выделить под каждую задачу, при нехватке кораблей не все задачи сразу, вопросы вроде «послать 2 или 3 двухдечных в Индию через год» возникали постоянно. И, разумеется, ответ зависел от того, справятся ли в Индии 2 двухдечных, или придется посылать третий.

## История
В XVII−XVII веках кораблестроение ещё в значительной степени основывалось на личном опыте конструкторов и корабельных мастеров, закрепленном не столько в формальной системе знаний, сколько в традициях и секретах, передаваемых по наследству. Поэтому отдельные выдающиеся корабли перемежались множеством посредственных. Общий результат был слабо предсказуем.
Адмиралтейство решило, что регламентация таких элементов, как размеры корабля и всех основных частей, выбор пород дерева, длина и толщина бруса, досок и тому подобное, должна улучшить качества корабля и флота в целом. Спецификации на отдельные программы существовали и раньше, например программа «тридцати больших кораблей» появилась ещё в 1677 году. Единая (для флота и армии) система типов и калибров артиллерии к 1706 году уже имелась, за ней следил особый Комитет по вооружениям (англ. Ordnance Board).
Предыдущие уложения устанавливали только основные размерения корабля, оставляя детали постройки на главных мастеров (англ. Master Shipwrights) королевских верфей, хотя в 1719 году к этому добавились требования на размеры и толщины бруса. Сюрвейер флота (англ. Surveyor of the Navy) выпускал чертежи, общие для частных верфей, работавших по контракту.
Наконец в 1745 году Адмиралтейство свело воедино в виде уложений и узаконило подробные спецификации, выдаваемые верфям на постройку. Общую ответственность за разработку и исполнение этих спецификаций нес Сюрвейер флота, являвшийся членом Военно-морского комитета. Эту должность могли исполнять одновременно несколько человек. Главные мастера королевских верфей (Портсмут, Дептфорд, Чатем, Вулвич, Ширнесс, Девонпорт и другие) подчинялись ему, и исполнение уложений происходило через них. Что касается частных верфей, офис Сюрвейера следил на ними непосредственно. Кроме того, с целью блокировать изменения в будущем, контроль над уложениями перешел от Сюрвейера к Тайному совету королевства.
Уложение 1745 года появилось оттого, что два предыдущих не оправдали возлагавшихся на них надежд. Уложение 1706 года прошло одну ревизию в 1716, уложение 1719 года ревизовалось дважды. Такое количество ревизий неудивительно. Стремление улучшить качества кораблей постоянно вступало в противоречие со стремлением упорядочить и удешевить постройку. Первое подталкивало к новациям, второе к консерватизму и экономии. Однако в администрации стойко держалось представление, что дело не в глубинном противоречии, а в плохо подготовленном документе. Считалось, что если приложить больше сил и предусмотреть больше деталей, проблема будет решена.

## Регламент
Целью последнего уложения было насадить стандартизацию флота, которой все предыдущие так и не добились. Одновременно пытались устранить недостатки в мореходных и боевых качествах, на которые постоянно жаловались моряки. Но поскольку корабли строились и перестраивались в разное время и по разным чертежам, эта цель так и осталась на бумаге. Так и в этот раз HMS Culloden, запланированный как 80-пушечный был, несмотря на сопротивление сверху, достроен как 74-пушечный.
Адмиралтейство надеялось избавиться от 80-пушечных кораблей, слишком коротких для трехдечных, с недостаточной высотой свободного борта, увалистых и маломаневренных. Но созданный для этого специальный подкомитет выдвинул возражения, в основном в части экономии, и замена 80-пушечных на 74-пушечные была отвергнута. 90/98-пушечные корабли 2 ранга страдали от тех же проблем, но продолжали строиться. Глубина трюма, и с ней осадка, по-прежнему ограничивались под предлогом глубин в английских портах, но в целом Адмиралтейство добилось некоторого увеличения размеров, несмотря на политику экономии.
Уложением регламентировались линейные корабли в 100, 90, 80, 70, 60, 50 и 44 пушек, а также 22− и 24-пушечные корабли 6 ранга, так называемые англ. post-ships. Фрегаты и шлюпы имели меньше двух батарейных палуб, не имели ранга и не считались частью линейного флота.
| Тип                  | Тоннаж, т (прибл.) | Длина по гондеку, по килю           | Ширина          | Глубина трюма  | Экипаж | Вооружение, (пушек × фунтов) | Вооружение, (пушек × фунтов) | Вооружение, (пушек × фунтов) | Вооружение, (пушек × фунтов) | Вооружение, (пушек × фунтов) |
| Тип                  | Тоннаж, т (прибл.) | Длина по гондеку, по килю           | Ширина          | Глубина трюма  | Экипаж | Гондек                       | Мидельдек                    | Опердек                      | Шканцы                       | Бак                          |
| -------------------- | ------------------ | ----------------------------------- | --------------- | -------------- | ------ | ---------------------------- | ---------------------------- | ---------------------------- | ---------------------------- | ---------------------------- |
| 100-пушечный 1 ранга | 199970/94          | 178' 0" (54,3 м) 144' 6½" (44,1 м)  | 51' 0" (15,5 м) | 21' 6" (6,6 м) | 850    | 28 × 42                      | 28 × 24                      | 28 × 12                      | 12 × 6                       | 4 × 6                        |
| 90-пушечный 2 ранга  | 173077/94          | 178' 0" (51,8 м) 138' 4" (42,2 м)   | 48' 6" (14,8 м) | 20' 6" (6,2 м) | 750    | 26 × 32                      | 26 × 18                      | 26 × 12                      | 10 × 6                       | 2 × 6                        |
| 80-пушечный 3 ранга  | 15853/94           | 165' 0" (50,3 м) 134' 10¾" (41,1 м) | 47' 0" (14,3 м) | 20' 0" (6,1 м) | 650    | 26 × 32                      | 26 × 18                      | 26 × 9                       | 4 × 6                        | —                            |
| 70-пушечный 3 ранга  | 141436/94          | 160' 0" (48,8 м) 131' 4" (40,0 м)   | 45' 0" (13,7 м) | 19' 4" (5,9 м) | 520    | 26 × 32                      | —                            | 28 × 18                      | 12 × 9                       | 4 × 9                        |
| 60-пушечный 4 ранга  | 119141/94          | 150' 0" (45,7 м) 123' ½" (37,5 м)   | 42' 8" (13,0 м) | 18' 6" (5,6 м) | 420    | 24 × 24                      | —                            | 26 × 12                      | 8 × 6                        | 2 × 6                        |
| 50-пушечный 4 ранга  | 105247/94          | 144' 0" (43,9 м) 117' 8½" (35,9 м)  | 41' 0" (12,5 м) | 17' 0" (5,2 м) | 350    | 22 × 24                      | —                            | 22 × 12                      | 4 × 6                        | 2 × 6                        |
| 44-пушечный 5 ранга  | 8147/94            | 133' 0" (40,5 м) 108' 10" (33,2 м)  | 37' 6" (11,4 м) | 16' 0" (4,9 м) | 280    | 20 × 18                      | —                            | 20 × 9                       | 4 × 6                        | —                            |
| 24-пушечный 6 ранга  | 50832/94           | 113' 0" (34,4 м) 93' 4" (28,4 м)    | 32' 0" (9,8 м)  | 11' 0" (3,4 м) | 160    | 2 × 9 (в корме)              | —                            | 20 × 9                       | 2 × 3                        | —                            |

## Ревизия 1750 года
Когда корабли, построенные по новому уложению, стали вступать в строй, быстро выяснилось, что они опять не оправдывают надежд. Капитаны снова жаловались на низкие мореходные качества, и в 1750 году Адмиралтейство запросило разрешение Тайного совета на ревизию спецификаций. Ревизия затрагивала все проекты, но в основном подверглись пересмотру 90-, 80- и 60-пушечные.
Уже к 1752 году Адмиралтейство ощутило нужду в новой ревизии, а в 1754 в ещё одной. В 1754 году, в надежде увеличить шансы на одобрение, оно даже опустило в запросах некоторые детали, например увеличение осадки 70-пушечных на 2 фута. Но к тому времени многим было уже ясно, что уложение 1745 года целиком не отвечает своим целям.

## Закат и отмена
В 1755 году единственный Сюрвейер флота, Джозеф Эллин, подал в отставку по состоянию здоровья. Это явилось сигналом к переменам, которые в конечном счете привели к отмене уложения. Адмиралтейство немедленно назначило на освободившееся место совместно Томаса Слейда и Уильяма Бейтли. Почти сразу же началась постройка кораблей по новым чертежам. Так, формально 70-пушечный Dublin Слейд сделал гораздо больше размерами и по существу он стал первым из 74-пушечных, с самого начала задуманных как таковые. После него новые 70-пушечные уже не строились.
С приходом Ансона на пост Первого лорда, началась реорганизация Военно-морского комитета. Большинство в нём составили люди, выступавшие за требования флота, и значит новые проекты, а не за экономию, в пользу которой постоянно давило правительство. Таким образом, период полного консерватизма, сопротивления всем переменам, особенно росту размеров кораблей, то есть период уложений, сменился более гибкой политикой, где допускались уже некоторые перемены.
Вместо единого проекта, предписанного уложениями, стали строиться отдельные типы (проекты) кораблей, каждый со своими модификациями. В сравнении с другими флотами, особенно с французским, Королевский флот по-прежнему был весьма традиционен, но застой в его развитии прекратился.